# Герцог де Альвен
Герцог де Альвен (фр. duc de Hal(l)win) — французский дворянский титул.

## История

Герб дома де Альвен

Маркизат Меньеле, располагавшийся в Пикардии в губернаторстве Перонны и Руа, вместе с землями и сеньориями Монтиньи-Куантрель, Плесси-су-Фурниваль, Руайянкур, Гонденвилле, Донфрон, Трико, Нёфруа, Равенель, частью Тронкуа, Во, Флетри, Ролло и частью Фермьера были возведены в ранг герцогства-пэрии для Шарля де Альвена, сеньора де Пьенна, его жены Анн Шабо и их мужского потомства жалованной грамотой Генриха III, данной в Париже в мае 1587 и зарегистрированной парламентом 29 февраля 1588. Первый герцог де Альвен умер около 1595 года, его семилетний внук Шарль де Альвен скончался в 1598-м, после чего титул герцога-пэра был упразднен.

Герб герцога де Кандаля

По случаю брака единственной сестры последнего герцога Анн де Альвен с Анри де Ногаре де Фуа, графом де Кандалем, жалованной грамотой Людовика XIII, данной в феврале 1611 и зарегистрированной парламентом 18 марта, земля Альвен была снова возведена в ранг герцогства-пэрии под названием Кандаль.

Герб Шарля де Шомберга

Брак через некоторое время был аннулирован, Анн де Альвен в 1620 году вышла за Шарля де Шомберга, маркиза д'Эпине-Дюрталя, ставшего маршалом Франции, и Людовик XIII жалованной грамотой, данной в Париже 9 декабря 1620 и зарегистрированной парламентом 20 февраля 1621, возвел владение Меньеле в ранг герцогства-пэрии для них и их мужского потомства. Анн де Альвен умерла в декабре 1641, не оставив детей, ее муж скончался в  1656 году, после чего титул был упразднен.
Анри де Ногаре де Фуа умер в 1639 году, после чего куртуазный титул герцога де Кандаля носил его племянник Луи-Шарль-Гастон де Ногаре де Лавалет, умерший холостым в 1658 году.

## Герцоги де Альвен

### Первая креация
- 1587 — ок. 1595 — Шарль I де Альвен (ок. 1540 — 1591)
- ок. 1595 — 1598 — Шарль II де Альвен (1591—1598)

### Вторая креация  (герцоги де Кандаль)
- 1611 — 1639 — Анри де Ногаре де Лавалет (1591—1639)
- 1639 — 1658 — Луи-Шарль-Гастон де Ногаре де Лавалет (1627—1658)

### Третья креация
- 1620 — 1656 — Шарль де Шомберг (1601—1656)